# Red Krayola
I Red Krayola (inizialmente Red Crayola, nome modificato dal secondo album per evitare problemi legali con l'omonima azienda statunitense produttrice di colori a pastello) sono un gruppo rock psichedelico e d'avanguardia formato a Houston da due studenti d'arte della St. Thomas University nel 1966.
Il gruppo era inizialmente costituito dal cantante/chitarrista, nonché pittore, Mayo Thompson e dal polistrumentista Frederick Barthelme. La loro produzione musicale pose le basi per il punk rock, il noise rock e per la scena no wave degli anni ottanta a New York.
Fusero il genere noise degli inizi con la psichedelia e, occasionalmente, con parti strumentali tipiche del folk e del country, in un approccio alla musica che anticipò di diversi anni il lo-fi degli anni novanta. Nonostante l'importanza storica e precursiva del gruppo, i Red Crayola non furono mai ben visti dalla critica del loro tempo, e vennero riconosciuti solo sul finire degli anni ottanta, venendo considerati come uno dei principali gruppi di rock psichedelico di sempre.

## Storia
Nel 1967, aiutati da Steve Cunningham, esordirono con l'album The Parable of Arable Land, considerato un capolavoro di rock psichedelico. Alle sessioni partecipò anche un gruppo formato da anonimi fan e amici (tra cui Roky Erickson dei 13th Floor Elevators) battezzato The Familiar Ugly, che compariva su alcune tracce nominate Free-Form Freak-Outs. L'album successivo, God Bless The Red Krayola And All Who Sail With It (1968) cambiò completamente l'approccio del gruppo. Al posto della cacofonica psichedelia del debutto, la band cominciò a suonare in uno stile più volto al classicismo, usando semplicemente la chitarra elettrica, il basso e la batteria per costruire canzoni melodiche.
Le collaborazioni di Thompson negli anni '70 e '80 riportarono la sua musica alla sperimentazione. Diventarono un gruppo di arte concettuale collettiva con la successiva trilogia: Corrected Slogans (1976), Kangaroo? (1981) e Black Snakes (1983). Thompson entrò a far parte dei Pere Ubu per un breve periodo, all'alba degli anni '80, e suonando su alcuni dischi e sulla colonna sonora di un film di Derek Jarman. In quel periodo Thompson fu anche un prolifico produttore per alcuni gruppi alternativi, come i The Fall, i The Raincoats, gli Scritti Politti, i Blue Orchids, i Cabaret Voltaire, gli Stiff Little Fingers, i Kleenex, The Chills ed i Primal Scream.
Gli anni '90 videro i Red Krayola aprirsi ad un nuovo pubblico, senza per questo dimenticare il passato artistico ed intellettuale. Ma la modernità del loro nuovo stile non portò loro granché bene, tanto che i dischi dell'ultima decade del millennio si rivelarono quasi tutti dei flop.
Thompson è attualmente attivo come critico d'arte, e vive tra la Scozia e la California, dove insegna alla Pasadena Art Center College of Design.
Alcuni gruppi psichedelici divennero celebri grazie a cover tratte dall'album The Parable of Arable Land. Gli inglesi Spacemen 3, con la cover di Transparent Radiation e gli scozzesi Future Pilot AKA con Hurricane Fighter Plane.

## Discografia
- The Parable of Arable Land (1967)
- God Bless the Red Krayola and All Who Sail with It (1968)
- Corky's Debt To His Father (1970)
- Soldier Talk (1975)
- Corrected Slogans (1976)
- Kangaroo? (1981)
- Black Snake (1983)
- Red Krayola (1994)
- Coconut Hotel (1995)
- Hazel (1996)
- Fingerpainting (1999)
- Introduction (2006)